# PlayStation VR
PlayStation VR（简称“PSVR”）是索尼互动娱乐研发的虚拟實境頭戴式顯示器，自2016年10月13日開始販售。本機是索尼专门为PlayStation 4电视游戏主机制作的设备，因此需要PS4进行图像运算和输出方能使用；此外，一般的PlayStation VR游戏还需要DualShock 4或PlayStation Move控制器以及PlayStation Camera等配件以進行游戏。PlayStation 4的後繼機种PlayStation 5也支援PSVR的使用。
PlayStation VR開發時期的代號為“Project Morpheus”，最初公布于2014年的游戏开发者大会上。在2015年9月，索尼正式将其命名为PlayStation VR。
2022年1月召开的消费电子展2022上，索尼公布了为PlayStation 5专门研制的新一代PSVR头显“PlayStation VR2”。

## 硬體
PlayStation VR采用了1920x1080像素（每只眼睛获得960x1080像素的画面）的OLED显示面板，采用RGB子像素排列。显示屏幕的刷新率最高为120帧/秒，拥有100°的视野。PlayStation VR外部前端有6个用于PlayStation Camera追踪其位置的发光条。PlayStation VR在2017年10月发售的小改款中内置了耳机，并且处理单元支持HDR信号。

## 支持游戏
PlayStation VR最初公布的游戏多为类似技术演示的作品，不过后来获得了不少第三方游戏开发商的支持。例如史克威尔艾尼克斯的《最终幻想XV》、卡普空的《生化危机7》、万代南梦宫的《皇牌空战7》、《铁拳7》、《偶像大師 灰姑娘女孩 鑑賞革命》都会支持PlayStation VR显示。而像光荣特库摩的《死或生 沙滩排球3》和Slightly Mad Studios的《赛车计划》等已经发售的游戏在日后都会针对PlayStation VR推出相应的版本。

## 销售
PlayStation VR在2016年10月13日起在全球范围内发售。根据Media Create统计，PlayStation VR在日本首周销量为5万1千台。2017年12月，Sony公佈PS VR的全球銷量已突破200万組。截至2019年，全世界累計銷量達500萬台。

## 轶闻
PlayStation VR的開發計畫名称“墨菲斯（morpheus）”与PlayStation 4 Pro的計畫名称“尼奥（neo）”，是对应電影中的人物。
2017年上映的日本電影《劇場版 假面騎士EX-AID True·Ending》中，主角寶生永夢所使用的VR裝置「幻夢VR」即是以PS VR為設計原型。
2022年上映的日本电影《新·奥特曼》中，“祸威兽特设对策室”组员泷明久穿戴了该设备参与国际会议。